# طاقة الرياح

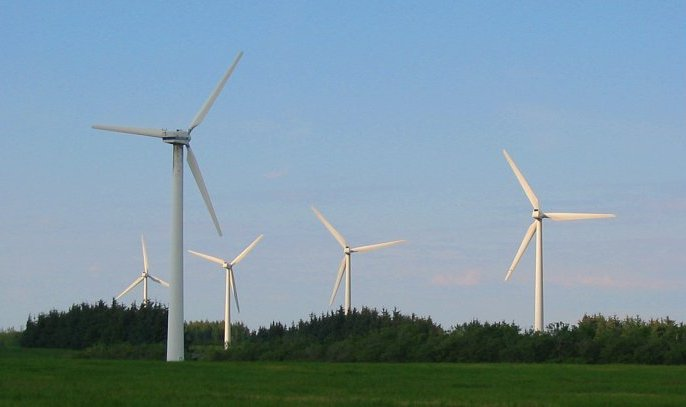
أعمدة تحمل عنفات هوائية لتوليد الكهرباء في مقاطعة يوتلاندا الدانماركية

طاقة الرياح هي طاقة مستخرجة من الطاقة الحركية للرياح بواسطة دوران عنفات الرياح لإنتاج الطاقة الكهربائية، وهي تعتبر من أنواع الطاقة الكهروميكانيكية. تعد طاقة الرياح أحد أنواع الطاقة المتجددة التي انتشر استخدامها كبديل للوقود الأحفوري، وهي طاقة وفيرة وقابلة للتجدد، إلا أن وفرتها تختلف من موقع إلى آخر. وهي طاقة نظيفة متجددة لا ينتج عنها انبعاثات كمثل الغازات الدفيئة (غازات الاحتباس الحراري) أثناء التشغيل، وهي تحتاج إلى مساحات متفاوتة على حسب حجم المحطة ونوع الأبراج المستخدمة. لا ينصح بوضع عنفات الهواء في المناطق الحضرية بسبب وجود عوائق تمنع الاستفادة من سرعات الرياح الجيدة، إلا أنها مجدية في المناطق الريفية  نظرا لاتساع المساحات وقلة المباني. وأثرها على البيئة عادة ما يكون أقل إشكالية من مصادر الطاقة الأخرى. ورغم إنتاجها الوافر بالمناطق ذات سرعات الرياح العالية إلا أن أحد عيوبها على نطاق المرافق هو أن ذروة إنتاجها لا يتوافق بالعادة مع ذروة الاستهلاك مما لا يسهم في تقليل العِبْء على محطات إنتاج الكهرباء التقليدية أثناء ذروة الاستهلاك. أما على نطاق المنازل، فإن أكبر عيوبها أن الإنتاج من عنفات الرياح لا يحمل صفة الديمومة، ولتفادي ذلك يمكن الاستفادة من الإنتاج عن طريق ربطها بشكل مباشر بالشبكة العمومية للكهرباء أو تركيب بطاريات لتخزين تلك الطاقة والاستفادة منها طوال اليوم. وبالعادة في الأنظمة الكهربائية خارج الشبكة (off-grid) على نطاق المنازل لا تُسْتَخْدَمُ طاقة الرياح منفردة دون وجود مصادر أخرى من أنواع الطاقة المتجددة كالطاقة الضوئية مثلا، حتى يدعم كلاهما الآخر ويزيد من موثوقية إنتاج الكهرباء.
تتألف مزارع الرياح الكبيرة من المئات من عنفات الرياح الفردية التي ترتبط بشبكة لنقل الطاقة الكهربائية. طاقة الرياح البرية مصدر غير مكلف وتنافسي؛ فهو أرخص من محطات الفحم أو الغاز أو الوقود الأحفوري. أما الرياح البحرية فهي الأكثر ثباتاً وأشد من الرياح البرية، ولكن مزارع الرياح البحرية لها تكاليف بناء وصيانة مرتفعة عن المزارع العادية. ويمكن لمزارع الرياح البرية صغيرة أن توفر الكهرباء لمواقع معزولة خارج نطاق الشبكة الكهربائية.
بحسب إحصاءات عام 2013، فإن الدنمارك هي أكثر دول العالم استخداماً لطاقة الرياح، فهي تولد أكثر من ثلث احتياجاتها من الكهرباء من الرياح. كذلك 83 بلداً في جميع أنحاء العالم تستخدم طاقة الرياح لتعزيز شبكات الكهرباء لديها. قدرة طاقة الرياح توسعت بسرعة إلى 336 غيغاوات في يونيو 2014، لذلك إنتاج طاقة الرياح سجل حوالي 4% من إجمالي استهلاك الكهرباء في جميع أنحاء العالم، وهذه النسبة في زيادة مستمرة.

## نبذة تاريخية
أول طاحونة هوائية استخدمت لإنتاج الكهرباء بنيت في اسكتلندا في يوليو 1887 من قِبل البروفيسور جيمس بليث الأستاذ بكلية أندرسون في غلاسغو. فقد ثبّت العنفات على ارتفاع 10 أمتار في حديقة منزل عطلاته في ماريكيرك، وكان يستخدم لشحن البطاريات التي طورها الفرنسي كاميل ألفونس فور، لتشغيل الإضاءة في الكوخ، مما يجعل من أول بيت في العالم أضيء بالكهرباء الموردة من طاقة الرياح. عرض بليث الكهرباء الفائض لسكان ماريكيرك لإضاءة الشارع الرئيسي، إلا أنهم رفضوا العرض لاعتقادهم أن الكهرباء من «عمل الشيطان». على الرغم من أنه بني في وقت لاحق عنفات للرياح لتوفير الطاقة في حالات الطوارئ في حالات اللجوء المحلي ولخدمة العيادات والمستوصف؛ إلا أن اختراعه لم يعمل بشكل موسع خاصةً أنه مكلف اقتصادياً.
في كليفلاند بولاية أوهايو في الولايات المتحدة الأمريكية، صُممت آلة أكبر بكثير، فقد صُمِّمَت هندسياً وبُنِيَت في شتاء 1887-1888 من قِبل تشارلز برش، وقد بني هذا عن طريق شركة هندسية في منزله وشغلها بين عاميّ 1886 و1900. كان قطر عنفات الرياح الدوارة 17 متر (56 قدم) وركبه على برج ارتفاعه 18 متر (60 قدم). وعلى الرغم أنها مقاييس كبيرة بالنسبة للمقاييس الحالية، ألا أنها أنتجت فقط 12 كيلوواط. اُسْتُخْدِم دينامو مرتبط إما لتوجيه الطاقة للبطاريات أو لتشغيل ما يصل إلى 100 مصباح متوهج الضوء وثلاثة مصابيح قوس، ومختلف المحركات في المختبر الخاص بتشارلز برش.
مع تطور الطاقة الكهربائية، وجدت طاقة الرياح تطبيقات جديدة في إضاءة المباني البعيدة عن محطات الطاقة المركزية. طوال القرن العشرين وضعت محطات الرياح الصغيرة مسارات متوازية مناسبة للمزارع أو المساكن، ومولدات الرياح التي أصبحت ذات فائدة أكبر يمكن أن ترتبط بشبكات الكهرباء للاستخدامها عن بُعد. مولدات الرياح اليوم تعمل على عدة أشكال، ما بين صغيرة الحجم في محطات صغيرة لشحن بطاريات في مساكن معزولة، أول محطات تنتج بالجيجاواط كمزارع الرياح البحرية التي توفر الكهرباء لشبكات الكهرباء المحلية.

## مزارع الرياح
| اسم مزرعة الرياح                | الإنتاج (ميجغاواط) | الدولة           | ملاحظات       |
| ------------------------------- | ------------------ | ---------------- | ------------- |
| مزرعة رياح قانسو                | 6,000              | الصين            | [ 16 ] [ 17 ] |
| ألتا                            | 1,320              | الولايات المتحدة | [ 18 ]        |
| حديقة رياح جايسالمر             | 1,064              | الهند            | [ 19 ]        |
| مزرعة رياح مسطح الرعاة          | 845                | الولايات المتحدة | [ 20 ]        |
| مزرعة رياح روسكو                | 782                | الولايات المتحدة | [ 21 ]        |
| مركز الحصان المجوف لطاقة الرياح | 736                | الولايات المتحدة | [ 22 ] [ 23 ] |
| مزرعة رياح كابريكورن ريدج       | 662                | الولايات المتحدة | [ 22 ] [ 23 ] |
| مزرعة رياح فنتنيله-كوجيالاك     | 600                | رومانيا          | [ 24 ]        |
| مزرعة رياح فاولر ريدج           | 600                | الولايات المتحدة | [ 25 ]        |
| مزرعة رياح جبل الزيت            | 580                | مصر              |               |
| مزرعة رياح وايتلي               | 539                | المملكة المتحدة  | [ 26 ]        |

مزرعة الرياح هي مجموعة من عنفات الرياح في مكان واحد تستخدم في إنتاج الكهرباء. قد تتكون مزرعة الرياح الكبيرة من عدة مئات من عنفات الرياح الفردية الموزعة على مساحة ممتدة، ولكن الأرض بين العنفات قد تستخدم لأغراض زراعية أو غيرها.

تقريباً كل عنفات الرياح الكبيرة لها نفس التصميم، فعنفات الرياح بها المحور الأفقي الدوار بثلاث شفرات موجه عكس اتجاه الريح، تعلق على هيكل محرك على قمة برج أنبوبي طويل.

### طاقة الرياح البحرية
يشير مصطلح طاقة الرياح البحرية إلى بناء مزارع الرياح في وسط مسطحات مائية كبيرة لتوليد الكهرباء. ويمكن لهذه المنشآت الاستفادة من الرياح الأكثر تواتراً والرياح القوية التي تتوفر في هذه المواقع. رغم فوائدها إلا أنها تتكلف تكاليف عالية في البناء والصيانة.
شركتيّ سيمنز وفيستاس هما أكبر موردي عنفات الرياح البحرية. كذلك دونغ إنرجي وفاتينفول وإي أون من الرواد في هذا المجال. اعتباراً من أكتوبر 2010، كان هناك حوالي 3.16 غيغاواط منتجة إجمالياً من طاقة الرياح البحرية، خاصةً في شمال أوروبا. وفي نهاية 2014 شُغِلَت أكثر من 16 غيغاواط كقدرة إضافية بما جعل المملكة المتحدة وألمانيا من الأسواق الرائدة. ومن المتوقع ازدياد الاعتماد على طاقة الرياح البحرية لتصل إلى ما مجموعه 75 غيغاواط في جميع أنحاء العالم بحلول عام 2020، بمساهمات كبيرة متوقعة من الصين والولايات المتحدة.
في نهاية عام 2012، رُكِّبَت 1,662 عنفة في 55 مزرعة رياح بحرية في 10 دول أوروبية تولد مجتمعة 18 تيراواط/ساعة، أي أعطت طاقة إلى ما يقرب من خمسة ملايين أسرة. اعتباراً من شهر أغسطس عام 2013، فإن مزرعة مصفوفة لندن في المملكة المتحدة هي أكبر مزرعة رياح بحرية في العالم بقدرة 630 ميغاواط. يتبعها مزرعة رياح غابارد الكبرى بالمملكة المتحدة أيضاً بقدرة 504 ميغاواط. كذلك تُنْشَأ مزرعة رياح البحر في ويلز بالمملكة المتحدة بقدرة 576 ميغاواط؛ وهي حالياً في المراحل النهائية للإنشاء المتوقع إنهائها نعاية عام 2015.
| اسم المزرعة   | القدرة (ميغاواط) | الدولة          | العنفات                 | بداية التشغيل | مصادر                |
| ------------- | ---------------- | --------------- | ----------------------- | ------------- | -------------------- |
| لندن أري      | 630              | المملكة المتحدة | 175 × سيمنز SWT-3.6     | 2012          | [ 33 ] [ 34 ] [ 35 ] |
| غابارد الكبرى | 504              | المملكة المتحدة | 140 × سيمنز SWT-3.6     | 2012          | [ 36 ]               |
| آنهولت        | 400              | الدنمارك        | 111 × سيمنز SWT-3.6-120 | 2013          | [ 37 ]               |
| بارد 1        | 400              | ألمانيا         | 80 بارد 5.0 عنفات       | 2013          | [ 38 ]               |

### مواصفات المولدات واستقرارها:
إن مولدات الحث، التي كانت تُستخدم غالبًا في مشاريع طاقة الرياح خلال الثمانينيات والتسعينيات من القرن العشرين، تتطلب طاقة متفاعلة من أجل الإثارة، لذلك تتضمن المحطاتُ الفرعية المستخدَمة في أنظمة تجميع طاقة الرياح مخازنَ تكثيف
ضخمة ومتينة من أجل تصحيح معامل القدرة. ويختلف السلوك الذي تسلكه مولدات محركات الريح الدوارة خلال الاضطرابات التي تطرأ على الشبكة الناقلة وفقًا لأنماطها المختلفة، لذلك تتطلب مشغلاتُ أنظمة النقل توفرَ المواصفات الديناميكية الإلكتروميكانيكية التي تتميز بها مزارع الرياح الحديثة من أجل ضمان سلوك مستقر قابل للتنبؤ خلال الاضطرابات التي تطرأ على النظام. وعلى وجه التحديد، لا يمكن لمولدات الحث أن تدعم الجهد الكهربائي للنظام خلال اضطراباته، على عكس المحركات الدوارة البخارية أو المائية التي تديرها مولدات تزامنية.
لا تُستخدم مولدات الحث في المحركات الدوارة الحالية، بل يستخدم معظمها بدلًا من ذلك مولدات سرعة مع محولات طاقة كاملة أو جزئية بين محرك المولد الدوار ونظام التجميع، إذ أنها تتمتع عمومًا بخواص مرغوبة أكثر في ما يتعلق بالربط البيني للشبكة إضافة إلى أنها تتصف بالقدرة على الاستمرار في العمل عند انخفاض الجهد الكهربائي. وتلجأ المفاهيم الحديثة إلى استخدام مولدات حثية ثنائية التغذية مع محولات طاقة جزئية، أو مولدات حث قفص سنجاب أو مولدات تزامنية (تجري إثارتها بشكل دائم وعن طريق الكهرباء معًا) مع محولات طاقة كاملة.
تمد مشغلاتُ أنظمة النقل شركاتِ تطوير مزارع الرياح بمجموعة معايير تحدد متطلبات الربط البيني في الشبكة الناقلة، وهذا يتضمن كلًا من معامل القدرة واستقرار التردد والسلوك الديناميكي للمحركات الدوارة في مزرعة الرياح خلال أي اضطراب طارئ.

## تصميم العنفات الريحية

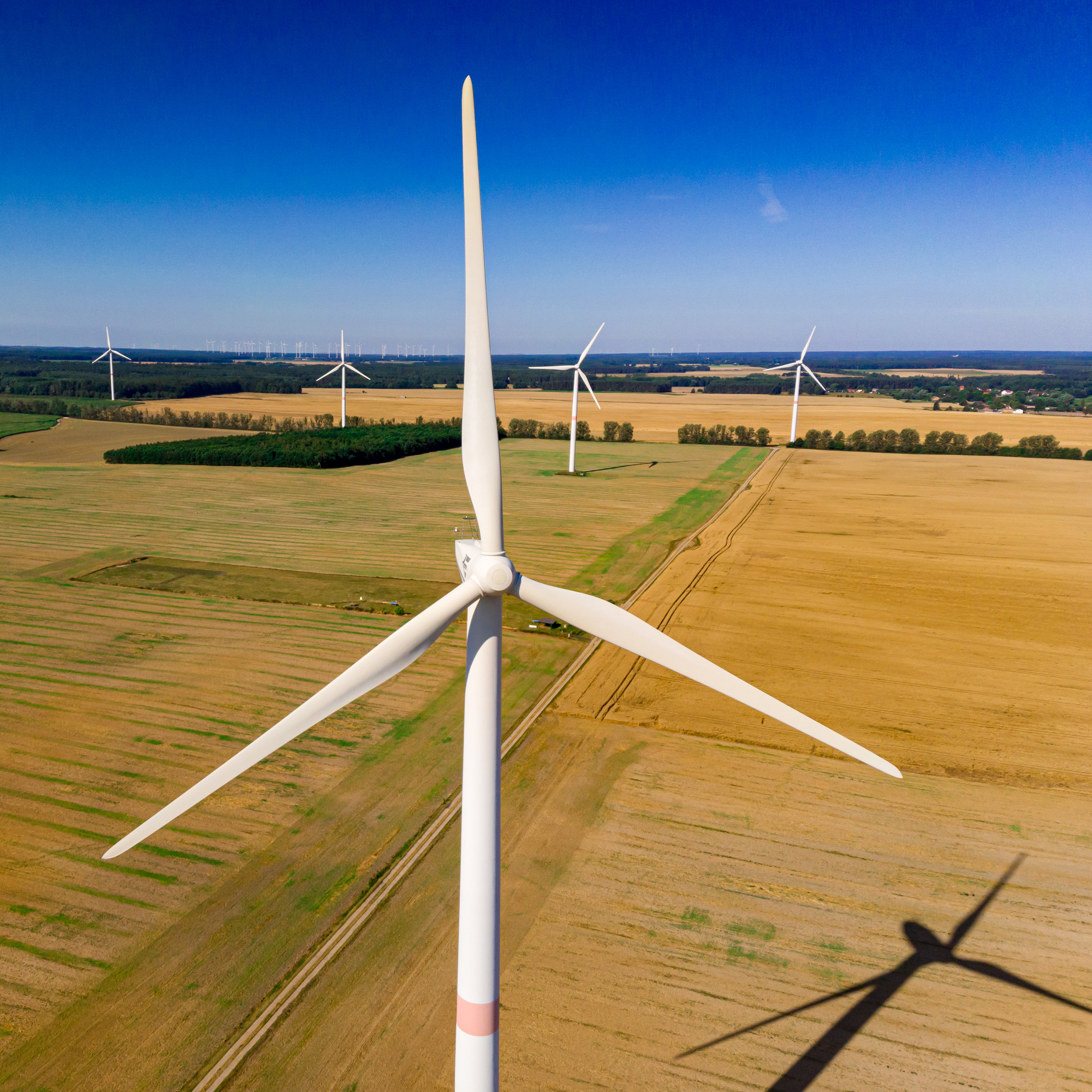
صورة للعنفات الريحية التي تعمل بواسطة تحول الطاقة الحركية للرياح

العنفات الريحية هي أجهزة تحول الطاقة الحركية للرياح إلى طاقة كهربائية، جاءت فكرتها نتيجة لتطور هندسة الطواحين الهوائية لأكثر من ألف عام. تُصَنَّع عنفات الرياح اليوم على نطاق واسع من انماط المحور الأفقي والمحور الرأسي. وتستخدم أصغر العنفات الصغيرة في أعمال بسيطة مثل شحن البطاريات المساعدة لمصادر الطاقة الأساسية. والعنفات الأكبر قليلاً يمكن استخدامها لتقديم إمدادات للطاقة المنزلية بجانب بيع الطاقة الغير مستخدمة إلى الشركات الموردة للطاقة الكهربائية. أما مصفوفات العنفات الكبيرة والمعروفة باسم مزارع الرياح فهي مصدر مهم للطاقة المتجددة وتستخدم في العديد من البلدان كجزء من إستراتيجية خاصة تعتمد على الحد من الاعتماد على الوقود الأحفوري.
يعتمد تصميم العنفات الريحية على تحديد شكل وموصفات العنفة الريحية لاستخلاص أكبر قدر من الطاقة الحركية للرياح. تتألف العنفة الريحية من الأنظمة الضرورية لالتقاط الرياح وتوجيه العنفة الرياح في اتجاه هبوب الرياح إاضافة لعمليات تحويل الطاقة الحركية للأجزاء الميكانيكية الدوارة إلى طاقة كهربائية، إضافة إلى أنظمة أخرى مثل عمليات الإقلاع والتوقف وعمليات التحكم بالعنفة
عرض الفيزيائي الألماني ألبرت بيتز في عام 1919 فرضية عن استخلاص الطاقة الريحية باستخدام آلة. ووفق هذه النظرية وبالاعتماد على القوانية الأسساسية في مصونية الطاقة والكتلة فإنه لا يمكن أستخلاص أكثر من 59.3% من الطاقة الحركية للرياح وقد دعي هذا الحد بحد بيتز. يمكن للتصميمات الحديثة أن تقترب من حد بيتز لتصل إلى ما يقارب بين 70-80% من حد بيتز.
الديناميكا الهوائية للعنفات الريحية الأفقية ليست خطية. بمعنى أن تدفق الهواء على شفرات العنفة ليست هو نفسه التدفق بعد العنفة بمسافة كبيرة. تسبب طبيعة الطريقة التي يتم فيها استخلاص الطاقة الريحية من الهواء بتشوه تدفق الهواء نتيجة مروره على العنفة. بالإضافة إلى أن ظاهرة الديناميكا الهوائية للعنفة الهوائية ونتيجة لدورانه فهي ظاهرة نادراً ما ترى في حقول ديناميكا الهواء الأخرى. يتحدد شكل وأبعاد شفرات العنفة الهوائية بدراسة الديناميكا الهوائية عليها من أجل زيادة كفاءة استخلاص الطاقة من الرياح بالإضافة لحساب قوة مادة الشفرة لمقاومة الاجهادات نتيجة القوى المطبقة على الشفرات.